# Tumb Mayor y Menor
Tumb Mayor y Tumb Menor (en persa,  جزیره‌ی تنب بزرگ و تنب کوچک Tonb-e Bozorg y Tonb-e Kuchak; árabe: طنب الكبرى و طنب الصغرى, Tunb al-kubra y Tunb al-sughra) son dos islotes en la parte oriental del golfo Pérsico, cerca del estrecho de Ormuz. Quedan en 26°15′N 55°16′E / 26.250, 55.267 y 26°14′N 55°08′E / 26.233, 55.133 respectivamente, a unos 12 kilómetros entre sí y 20 al sur de la isla iraní de Qeshm. Las islas son administradas por Irán como parte de la provincia de Hormozgan, pero también las reclaman los EAU como parte del Emirato de Ras al-Jaima El nombre de las islas viene del persa tunb ("lugar con colinas").
Tumb Mayor tiene una superficie de 10.3 km². Es conocida por su suelo rojo. Hay referencias contradictorias respecto a su población: algunas fuentes afirman que hay entre unas pocas docenas y otras hablan de unos cientos de habitantes, pero otras describen la isla como que no tiene ninguna población civil nativa. Se ha documentado una guarnición iraní y una base naval, una instalación de almacenamiento de pescado y una mina de suelo rojo.
Tumb Menor tiene una superficie de 2 km² y está deshabitada.